# Francisco Javier Moldes Fontán
Francisco Javier Moldes Fontán (Porráns, Barro, Pontevedra, 4 de mayo de 1949) es un filólogo y político español, cofundador del Centro Democrático y Social y diputado en la III Legislatura de España. Ha sido también profesor de lengua y literatura y crítico literario. Entre 2012 y 2017 fue Consejero de Educación, Cultura y Deporte de la Embajada de España en Argentina.

## Biografía
Es hijo de José Moldes Castro (1915-1987) y de Nélida Fontán Rodríguez (1924-2022). Su abuelo materno, Juan Fontán Romero, comerciante y descendiente directo de Domingo Fontán, fue el impulsor y propietario del primer cine de la comarca, en O Carballal (Porráns, Barro), a mediados de siglo. Su padre, José Moldes Castro, fue un emprendedor y empresario, con negocios en el sector de ferretería y maderero, entre otros; además fue el constructor, en la década de 1950, del primer automóvil diseñado y construido en Galicia.
Francisco Javier Moldes Fontán se licenció en Filosofía y Letras (especialidad de Filología Románica) en 1972, en una promoción de la Universidad de Santiago de Compostela en la que se encontraban intelectuales tan prestigiosos como Darío Villanueva.

### Trayectoria política
Pese a no tener ningún pasado político en su juventud, en 1982, con apenas 33 años, fue cofundador, junto al expresidente del Gobierno Adolfo Suárez, del Centro Democrático y Social (CDS), partido del que fue su primer Secretario General en Galicia y Presidente Provincial en Pontevedra (1982-1989), así como diputado al Congreso de los Diputados por Pontevedra y portavoz de varias comisiones parlamentarias (Educación y Ciencia, Cultura, y Defensor del Pueblo) en la III Legislatura de España (1986-1989).
Entre sus diferentes propuestas y acciones parlamentarias, figuran temas tan dispares como la lucha contra el narcotráfico en Galicia, la participación en la redacción de creación del Instituto Cervantes o el anteproyecto de la LOGSE, o la defensa a los soldados mediante la Oficina del Defensor del Soldado (ODS), en una época especialmente delicada siendo Ministro de Defensa Narcís Serra, tal y como recogía la prensa de la época:

Los datos facilitados por el Ministerio de Defensa al diputado del CDS Francisco Javier Moldes Fontán, en julio de 1988, los más completos que se han difundido hasta ahora, señalan que al menos 19 jóvenes destinados en la Brigada Paracaidista murieron violentamente en el quinquenio 1983-1987.

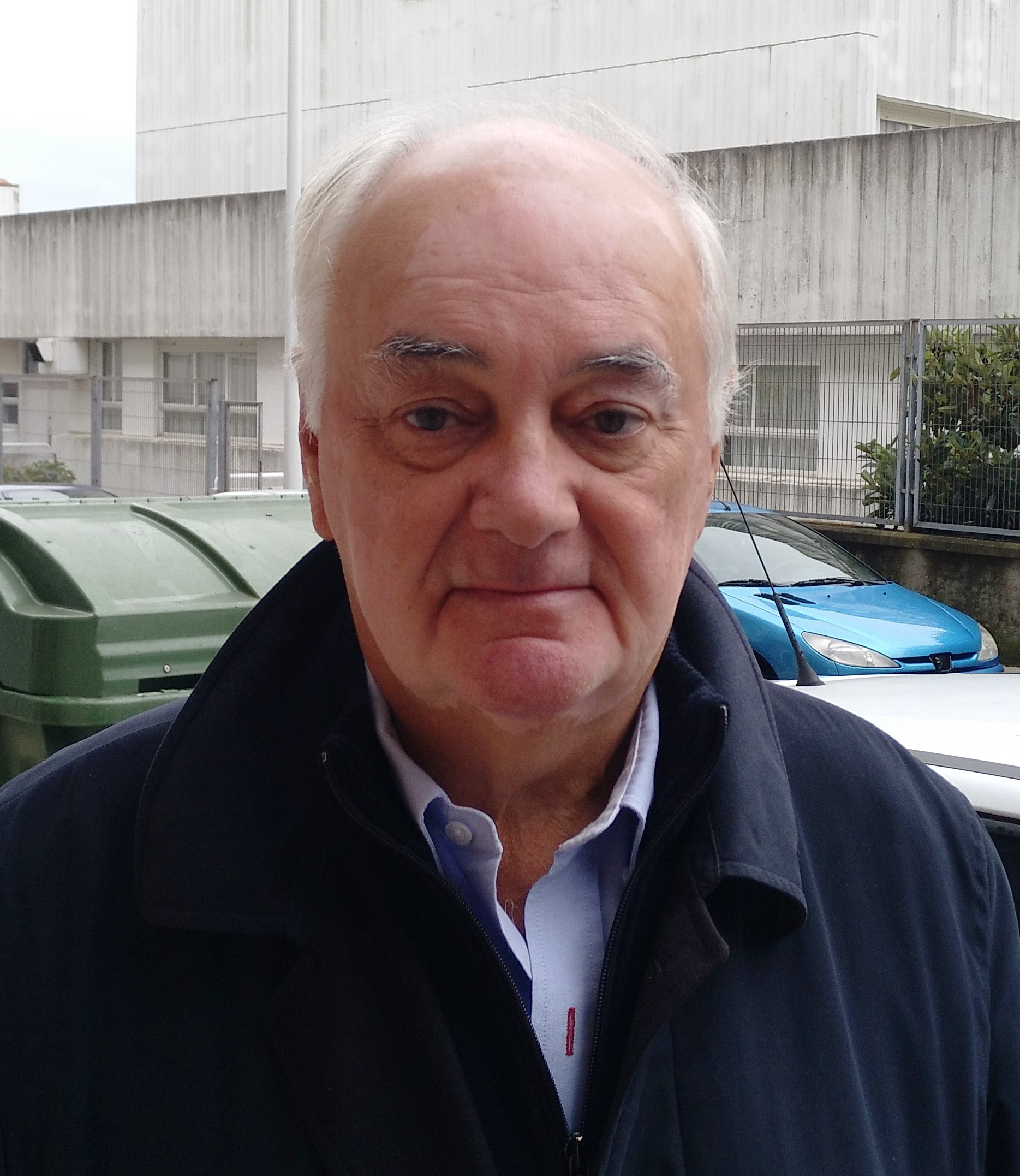
Francisco Javier Moldes Fontán

Como nota curiosa, Moldes Fontán fue el diputado que propuso al Congreso de los Diputados la creación en Televisión Española de un programa para búsqueda de desaparecidos, hecho que se concretó con la creación de Quién sabe dónde, programa líder de audiencia que presentó Paco Lobatón. Y algo tuvo que ver también en la creación en Televisión Española del programa para la búsqueda de desaparecidos, el famoso Quién sabe dónde de Paco Lobatón. Moldes explica que aquello tuvo su origen en la desaparición de la joven de Seixo Yasmina Soto-Quiroga, que fue alumna suya en el Instituto de Marín. «Los padres me pidieron ayuda y hablé con Pilar Miró para que se difundiera su fotografía en el telediario nacional. Me dijo que era imposible, porque habría que hacer un monográfico para todos los desaparecidos en España. Después tuve contacto con otros casos - recuerda- y le sugerí a la directora general de TVE que creara un programa específico sobre el tema, que después fue líder de audiencia.
A finales de 1989, tras perder el escaño por Pontevedra en las elecciones generales del 29 de octubre, abandona la política activa y en 1990 deja el CDS  tras la retirada de Adolfo Suárez e inicia su etapa diplomática en Brasil, nombrado por Alfredo Pérez Rubalcaba, entonces Secretario de Estado de Educación. En la década de 1990 ingresa en el Partido Popular, en Pontevedra, y tras más de una década como diplomático en el extranjero, en 2003 es nombrado por Mariano Rajoy (por entonces portavoz del Gobierno y ministro de la Presidencia), subdirector general de Información del Ministerio de la Presidencia (Secretaría de Estado de Información), ejerciendo como portavoz de la Comisión del Desastre del Prestige, como adjunto al Comisionado Rodolfo Martín Villa. (Cf. Así lo advirtió ayer el portavoz del comisionado del Prestige, Francisco Javier Moldes Fontán).
En 2017 recibió la Encomienda de la Orden del Mérito Civil por los servicios prestados al Estado.

### Trayectoria como diplomático, profesor y crítico literario
Desde enero de 1990 y hasta julio de 2005 ejerce en puestos de carácter diplomático sucesivamente en embajadas de tres países: Brasil, Portugal y Marruecos (en estos dos países, en dos etapas diferentes). En el verano de 2012 se reincorpora a la embajada, siendo nombrado, por el ministro José Ignacio Wert, Consejero de Educación, Cultura y Deporte de la Embajada de España en Argentina (Buenos Aires), de la que dependen también las agregadurías de Chile, Uruguay y Paraguay.
Fue Consejero de Educación y Ciencia de la Embajada de España en Portugal (Lisboa), siendo Embajador de España Raúl Morodo (excompañero de partido en el CDS), cargo que también desempeñó en Brasil (São Paulo y Río de Janeiro, 1989-1990) y Marruecos (Rabat), en donde, en su última etapa también fue Consejero de Trabajo y Seguridad Social, nombrado por Eduardo Zaplana. En Río de Janeiro fue impulsor del primer programa brasileño de televisión en español, durante el año 1990 en el Canal 9. Durante esos años, también colaboró con la Universidad Nueva de Lisboa, de L’ École de Sciences de l’Information y de la Faculté des lettres et des sciences humaines, ambas de la Universidad de Rabat. Moldes Fontán ha sido un gran impulsor del idioma español como lengua oficial de estudio en las escuelas de primaria y secundaria de Brasil, Portugal y Marruecos. Entre sus mayores logros diplomáticos y lingüísticos destaca el conseguir que, desde 1997, la Lengua Española fuese considerada Lengua Oficial de Estudio en todas las escuelas de Portugal, para ello se formalizó oficialmente su introducción mediante un decreto ley: “Para la ejecución de lo dispuesto en el Art. 59 de la Ley de Bases del Sistema Educativo (…) determino que sea introducida, a partir del año 97/98, la Lengua Española como Lengua Extranjera II en el área opcional del currículo de Tercer Ciclo de la Educación Primaria”. Fruto de esta trayectoria, entre 2001 y 2006 impartió numerosos Cursos de formación para el exterior en Galicia, tanto en la Junta de Galicia, como en la UGT.
Como autor de crítica literaria destacan sus trabajos publicados sobre Franz Kafka, Marguerite Yourcenar, Umberto Eco, Valle-Inclán o Gonzalo Torrente Ballester, de quien fue amigo y colaborador, entre otros; diversos artículos en diarios como El País, La Voz de Galicia, Faro de Vigo, Diario de Pontevedra, etcétera, además de haber dirigido varias revistas culturales y literarias, entre las que cabe citar la hispano-marroquí Aljamia, en español, francés y árabe, o Boca Bilingüe, en español y portugués, en la que contaron con la colaboración de escritores tan relevantes como el Premio Nobel José Saramago. También ha montado exposiciones artísticas en Lisboa de artistas gallegos como Xaime Quessada, Acisclo Manzano o Manuel Ruibal. 
Ha ejercido como profesor de lengua y literatura en Pontevedra, Ourense, O Porriño, Marín y el IES Sanchez Cantón de Pontevedra. Se jubiló en agosto de 2018 cuando desempañaba su último destino en la Embajada de España en Lisboa.
Es miembro de la Enxebre Orde da Vieira, una Orden de personalidades gallegas residentes fuera de Galicia.